# Two-Lane Blacktop (singel)
„Two-Lane Blacktop" to piosenka heavymetalowa stworzona na kompilacyjny album amerykańskiego wokalisty Roba Zombie pt. Past, Present & Future (2003). Wyprodukowany przez Zombie i Scotta Humphreya, utwór wydany został jako pierwszy i jedyny singel z tego krążka dnia 9 września 2003 roku. Treść piosenki odnosi się do fabuły filmu Two-Lane Blacktop (1971) w reżyserii Monte Hellmana. Utwór wykorzystano na ścieżkach dźwiękowych filmu Venom z 2005 roku oraz gry komputerowej Need for Speed: Underground z 2003.

## Twórcy
- Wokale, tekst utworu, produkcja: Rob Zombie
- Produkcja, miksowanie: Scott Humphrey
- Gitara: Mike Riggs
- Gitara basowa: Rob „Blasko” Nicholson
- Bęben: John Tempesta
- Inżynieria dźwięku: Chris Baseford

## Pozycje na listach przebojów
| Kraj              | Notowanie (2003)       | Wydawca   | Najwyższa pozycja |
| ----------------- | ---------------------- | --------- | ----------------- |
| Stany Zjednoczone | Mainstream Rock Tracks | Billboard | 39                |